# Pfannenofen

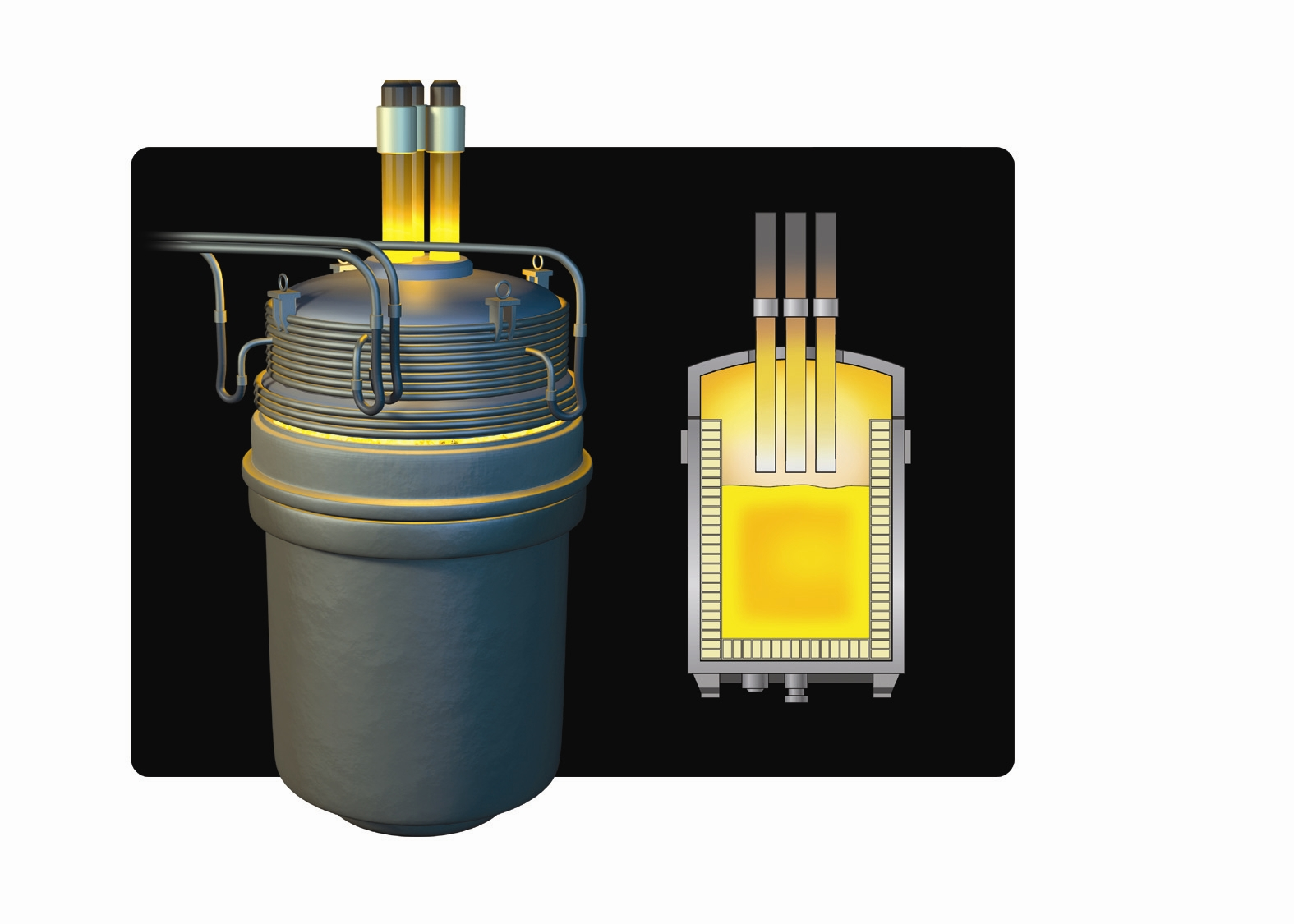
Prinzipdarstellung eines Pfannenofens

Pfannenöfen werden in der Stahlindustrie eingesetzt. In Fachkreisen wird häufig vom LF (englisch Ladle Furnace) gesprochen. Sie dienen zum Aufheizen und Warmhalten des Flüssigstahls in der Sekundärmetallurgie. Sie werden auch zur Behandlung des Flüssigstahls eingesetzt, um die korrekte Gießtemperatur zu erreichen und um die exakte Analyse einstellen zu können. Der Pfannenofen wird als ein- oder dreiphasiger Lichtbogenofen ausgeführt. Des Weiteren wird im Pfannenofen die Schmelze für die Stranggießanlagen oder den Blockguss vorbereitet.
Dies geschieht unter anderem durch:
- Einstellen der exakten Gießtemperatur auf ± 3 K
- Desoxidieren über Einspulen von Aluminiumdraht. Dies ist erforderlich, damit der Restsauerstoff in der Schmelze gebunden wird und sich nicht mit anderen Legierungen verbindet.
- Legieren mit FeMn, FeCr, FeSi, …
- Homogenisieren der Schmelze über Pfannenspülung mit Argon
- Erreichen der Einschlussmodifikation durch Zulegieren von CaSi, wobei CaSi auch über Draht eingespult werden kann

## Bestandteile

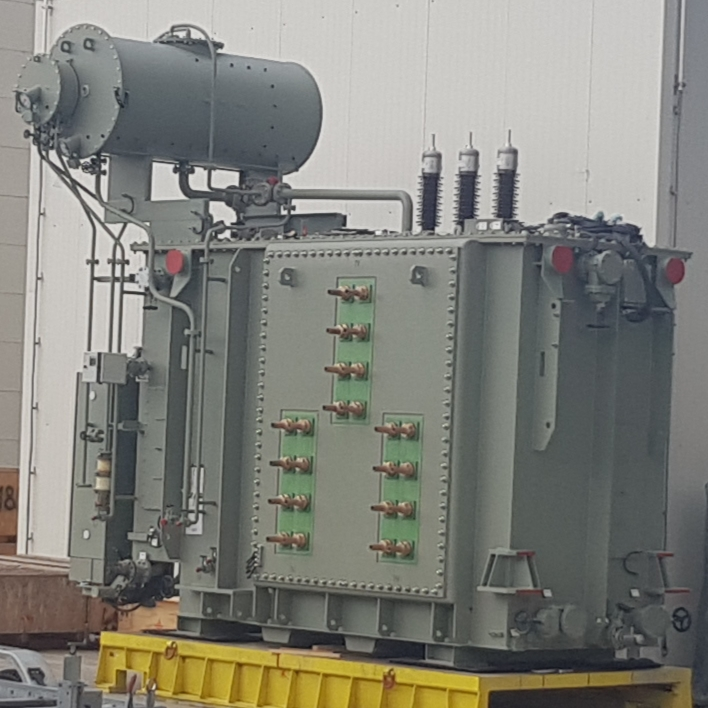
Ofentransformator zur Versorgung eines 3-phasigen Pfannenofens mit Elektroenergie

Der Pfannenofen besteht im Wesentlichen aus:
- Elektroden mit Elektrodenhaltern
- Transformator
- wassergekühltem Pfannenofendeckel mit diversen Öffnungen für die Elektroden, Öffnung für Legierungszugabe, Öffnung für Temperatur- und Probenahme, Alu-Einspuldraht, Ofenkamera, …
- Temperaturmess- und Probenahmeeinrichtung
- Legierungszugabe mit Vibrorinnen und Förderbändern
- Aluminium-Einspulmaschine, wobei auch Fülldrähte eingespult werden können

## Einzelnachweis
1. ↑  Pfannenofen Informationsseite der Induga GmbH & Co. KG zu Pfannenöfen, abgerufen am 23. August 2019